# European Automotive Telecom Alliance
Die englisch European Automotive Telecom Alliance (EATA) (deutsch Europäische Allianz Kommunikation und Automobilität) ist ein Interessenverband von Mobilfunkanbietern, Hardwareherstellern, Kraftfahrzeugherstellern und Automobilzulieferern, mit dem Ziel, intelligente Transportsysteme unter Beteiligung vieler interessierter Firmen zu entwickeln, sowie diese Entwicklungen und die Verbreitung solcher Systeme zu fördern.

## Geschichte
Am 30. September 2016 wurde bei einem  Runden Tisch zu vernetztem und autonomem Fahren die Schaffung der ersten europäischen Automotive Telecom Alliance verkündet. Grunder waren Association des Constructeurs Européens d’Automobiles, European Association of Automotive Suppliers (CLEPA), European Competitive Telecommunications Association (ecta), European Telecommunications Network Operators’ Association (etno), GSA und GSM Association.
Dieser Runden Tisch wurde von Günther H. Oettinger, damals Kommissar für Digitale Wirtschaft und Gesellschaft initiiert und von ihm geleitet
Am 27. Februar 2017 wurde der Projektplan für die Arbeit der EATA vorgelegt. Dieser Projektplan sieht als Schritt 1 Kolonnenfahrt zwischen 2017 und 2021, als Schritt 2 automatisches Parken zwischen 2018 und 2022 sowie als Schritt 3 Automatisiertes Fahren beginnend ab 2019 vor.

## Tätigkeit
Die EATA koordiniert mittels ERTICO – ITS Europe, der „European Road Transport Telematics Implementation Coordination Organisation-Intelligent Transport Systems & Services Europe“ (deutsch Europäische Koordinations-Organisation für die Einführung von Telematik bei Transportsystemen und -Dienstleistungen in Europa), die mit der Durchführung beauftragt ist, die Arbeit der etwa 38 Mitgliedsfirmen:
- Mobilfunkanbieter: Deutsche Telekom, KPN, Orange, Play, Post Luxembourg, Proximus, Vodafone, Telefónica, Telecom Italia, Telenor
- Hardwarehersteller: Nokia, Huawei, Ericsson
- Fahrzeughersteller: BMW, DAF, Daimler, Fiat Chrysler, Ford, Hyundai, Iveco, Jaguar, Land Rover, Opel, PSA, Renault, Toyota, Volkswagen Group, Volvo Cars und Volvo Group
- Automobilzulieferer: Autoliv, Bosch, Continental, Denso, Delphi, Hella, Valeo[4]